# Équipe de Suède féminine de football à la Coupe du monde 2019
L'équipe de Suède féminine de football participe à la Coupe du monde de 2019 organisée en France du 7 juin 2019 au 7 juillet 2019.

## Qualification
La Suède se qualifie grâce à sa première place dans le groupe 3 des éliminatoires de la zone Europe. Elle a gagné sept de ses huit matchs avec une défaite contre l'Ukraine d'un but à zéro.

## Préparation

### Maillot
Pendant la Coupe du Monde féminine 2019, l'équipe de Suède porte un maillot confectionné par l'équipementier Adidas. Le maillot domicile est jaune avec des rayures noires uniquement sur les côtés.. Le maillot extérieur est en damier bleu plus ou moins foncé et avec des rayures.

## Joueuses et encadrement technique
La sélection finale est annoncée le 16 mai 2019.

## Compétition
Pour un article plus général, voir Coupe du monde féminine de football 2019.

### Format et tirage au sort
Les 24 équipes qualifiées pour la Coupe du monde sont réparties en quatre chapeaux de six équipes. Lors du tirage au sort, six groupes de quatre équipes sont formés, les quatre équipes de chaque groupe provenant chacune d'un chapeau différent. Celles-ci s'affrontent une fois chacune : à la fin des trois journées, les deux premiers de chaque groupe sont qualifiés pour les huitièmes de finale, ainsi que les quatre meilleurs troisième de groupe.
La Suède est placée dans le chapeau 2. Celui-ci contient une équipe asiatique (Japon), une équipe sud-américaine (Brésil) au côté de quatre équipes européennes (Norvège, Pays-Bas, Suède et Espagne).
Le tirage donne alors pour adversaires la Thaïlande, le Chili et les États-Unis.

### Premier tour - Groupe F
| Rang | Équipe     | Pts | J | G | N | P | Bp | Bc | Diff |
| ---- | ---------- | --- | - | - | - | - | -- | -- | ---- |
| 1    | États-Unis | 9   | 3 | 3 | 0 | 0 | 18 | 0  | +18  |
| 2    | Suède      | 6   | 3 | 2 | 0 | 1 | 7  | 3  | +4   |
| 3    | Chili      | 3   | 3 | 1 | 0 | 2 | 2  | 5  | -3   |
| 4    | Thaïlande  | 0   | 3 | 0 | 0 | 3 | 1  | 20 | -19  |

#### Chili - Suède
| Match 11           | Chili                    | 0 - 2   | Suède                                  | Roazhon Park, Rennes                                                        |                                                                             |
| 11 juin 2019 18:00 |                          | (0 - 0) | 83e Asllani · 90+4e Janogy ( Anvegård) | Spectateurs : 15 875 Arbitrage : Lucila Venegas Arbitre vidéo : Chris Beath | Spectateurs : 15 875 Arbitrage : Lucila Venegas Arbitre vidéo : Chris Beath |
| 11 juin 2019 18:00 | Guerrero 78e · López 90e | Rapport | 67e Eriksson                           | Spectateurs : 15 875 Arbitrage : Lucila Venegas Arbitre vidéo : Chris Beath | Spectateurs : 15 875 Arbitrage : Lucila Venegas Arbitre vidéo : Chris Beath |

| Chili | Suède |

| CHILI :         |    |                    |       |     |
|                 |    |                    |       |     |
| Gardien de but  | 1  | Christiane Endler  |       |     |
|                 | 15 | Su Helen Galaz     |       |     |
|                 | 3  | Carla Guerrero     | 78e   |     |
|                 | 18 | Camila Sáez        |       |     |
|                 | 17 | Javiera Toro       |       |     |
|                 | 8  | Karen Araya        |       |     |
|                 | 10 | Yanara Aedo        |       | 84e |
|                 | 4  | Francisca Lara     |       |     |
|                 | 20 | Daniela Zamora     |       |     |
|                 | 9  | María José Urrutia |       | 59e |
|                 | 21 | Rosario Balmaceda  |       |     |
| Remplaçantes :  |    |                    |       |     |
|                 | 11 | Yessenia López     | 90+6e | 59e |
|                 | 2  | Rocío Soto         |       | 84e |
| Sélectionneur : |    |                    |       |     |
| José Letelier   |    |                    |       |     |

| SUÈDE :           |    |                    |     |     |
|                   |    |                    |     |     |
| Gardien de but    | 1  | Hedvig Lindahl     |     |     |
|                   | 4  | Hanna Glas         |     |     |
|                   | 5  | Nilla Fischer      |     |     |
|                   | 3  | Linda Sembrant     |     |     |
|                   | 6  | Magdalena Eriksson | 67e |     |
|                   | 23 | Elin Rubensson     |     | 81e |
|                   | 9  | Kosovare Asllani   |     |     |
|                   | 17 | Caroline Seger     |     |     |
|                   | 10 | Sofia Jakobsson    |     |     |
|                   | 11 | Stina Blackstenius |     | 65e |
|                   | 18 | Fridolina Rolfö    |     | 65e |
| Remplaçantes :    |    |                    |     |     |
|                   | 19 | Anna Anvegård      |     | 65e |
|                   | 8  | Lina Hurtig        |     | 65e |
|                   | 7  | Madelen Janogy     |     | 81e |
| Sélectionneur :   |    |                    |     |     |
| Peter Gerhardsson |    |                    |     |     |

| Assistantes : Mayte Chavez Enedina Caudillo Quatrième arbitre : Marie-Soleil Beaudoin Arbitre vidéo : Christopher Beath Assistants arbitre vidéo : Kylie Cockburn Mohammed Abdulla Mohammed Femme du Match : Kosovare Asllani |

#### Suède - Thaïlande
| Match 23           | Suède                                                                                                | 5 - 1   | Thaïlande                   | Stade de Nice, Nice                                                            |                                                                                |
| 16 juin 2019 15:00 | ( Rubensson) Sembrant 6e · Asllani 19e · Rolfö 42e · ( Eriksson) Hurtig 81e · Rubensson 90+6e (pen.) | (3 - 0) | 90+1e Sugngoen ( Dangda)    | Spectateurs : 9 354 Arbitrage : Salima Mukansanga Arbitre vidéo : Felix Zwayer | Spectateurs : 9 354 Arbitrage : Salima Mukansanga Arbitre vidéo : Felix Zwayer |
| 16 juin 2019 15:00 | | Rapport | 45e Dangda · 90+5e Chinwong | Spectateurs : 9 354 Arbitrage : Salima Mukansanga Arbitre vidéo : Felix Zwayer | Spectateurs : 9 354 Arbitrage : Salima Mukansanga Arbitre vidéo : Felix Zwayer |

| Suède | Thaïlande |

| SUÈDE :           |    |                    |  |     |
|                   |    |                    |  |     |
| Gardien de but    | 1  | Hedvig Lindahl     |  |     |
|                   | 4  | Hanna Glas         |  |     |
|                   | 5  | Nilla Fischer      |  |     |
|                   | 3  | Linda Sembrant     |  |     |
|                   | 6  | Magdalena Eriksson |  |     |
|                   | 23 | Elin Rubensson     |  |     |
|                   | 9  | Kosovare Asllani   |  |     |
|                   | 17 | Caroline Seger     |  | 69e |
|                   | 8  | Lina Hurtig        |  |     |
|                   | 19 | Anna Anvegård      |  | 77e |
|                   | 18 | Fridolina Rolfö    |  | 46e |
| Remplaçantes :    |    |                    |  |     |
|                   | 7  | Madelen Janogy     |  | 46e |
|                   | 22 | Olivia Schough     |  | 69e |
|                   | 20 | Mimmi Larsson      |  | 77e |
| Sélectionneur :   |    |                    |  |     |
| Peter Gerhardsson |    |                    |  |     |

| THAÏLANDE :              |    |                      |       |     |     |
|                          |    |                      |       |     |     |
| Gardien de but           | 1  | Waraporn Boonsing    |       |     |     |
|                          | 5  | Ainon Phancha        |       |     |     |
|                          | 3  | Natthakarn Chinwong  | 90+5e |     |     |
|                          | 19 | Pitsamai Sornsai     |       |     |     |
|                          | 10 | Sunisa Srangthaisong |       |     |     |
|                          | 6  | Pikul Khueanpet      |       |     |     |
|                          | 7  | Silawan Intamee      |       | 89e |     |
|                          | 8  | Miranda Nild         |       |     |     |
|                          | 17 | Taneekarn Dangda     | 45+1e |     |     |
|                          | 12 | Rattikan Thongsombut |       | 56e |     |
|                          | 21 | Kanjana Sungngoen    |       |     |     |
| Remplaçantes :           |    |                      |       |     |     |
|                          | 13 | Orathai Srimanee     |       | 56e | 81e |
|                          | 15 | Orapin Waenngoen     |       |     | 81e |
|                          | 11 | Sudarat Chucheun     |       | 89e |     |
| Sélectionneur :          |    |                      |       |     |     |
| Nuengruethai Sathongwien |    |                      |       |     |     |

| Assistantes : Bernadettar Kwimbira Lidwine Rakotozafinoro Quatrième arbitre : Katalin Kulcsar Arbitre vidéo : Felix Zwayer Assistants arbitre vidéo : Sarah Jones Paolo Valeri Femme du Match : Kosovare Asllani |

#### Suède - États-Unis
| Match 35           | Suède         | 0 – 2   | États-Unis                                | Stade Océane, Le Havre                                  |                                                         |
| 20 juin 2019 21:00 |               | (0 - 1) | 3e Horan ( Rapinoe) · 50e (csc) Andersson | Spectateurs : 22 418 Arbitrage : Anastasia Pustovoitova | Spectateurs : 22 418 Arbitrage : Anastasia Pustovoitova |
| 20 juin 2019 21:00 | Jakobsson 87e | Rapport | 59e O'Hara                                | Spectateurs : 22 418 Arbitrage : Anastasia Pustovoitova | Spectateurs : 22 418 Arbitrage : Anastasia Pustovoitova |

| Suède | États-Unis |

| SUÈDE :           |    |                     |           |     |
|                   |    |                     |           |     |
| Gardien de but    | 1  | Hedvig Lindahl      |           |     |
|                   | 2  | Jonna Andersson     | 50e (csc) |     |
|                   | 3  | Linda Sembrant      |           |     |
|                   | 13 | Amanda Ilestedt     |           |     |
|                   | 15 | Nathalie Björn      |           |     |
|                   | 22 | Olivia Schough      |           | 57e |
|                   | 17 | Caroline Seger      |           | 64e |
|                   | 9  | Kosovare Asllani    |           | 79e |
|                   | 16 | Julia Zigiotti Olme |           |     |
|                   | 10 | Sofia Jakobsson     | 87e       |     |
|                   | 11 | Stina Blackstenius  |           |     |
| Remplaçantes :    |    |                     |           |     |
|                   | 18 | Fridolina Rolfö     |           | 57e |
|                   | 4  | Hanna Glas          |           | 64e |
|                   | 8  | Lina Hurtig         |           | 79e |
| Sélectionneur :   |    |                     |           |     |
| Peter Gerhardsson |    |                     |           |     |

| ÉTATS-UNIS :     |    |                  |     |     |
|                  |    |                  |     |     |
| Gardien de but   | 1  | Alyssa Naeher    |     |     |
|                  | 19 | Crystal Dunn     |     |     |
|                  | 4  | Becky Sauerbrunn |     |     |
|                  | 7  | Abby Dahlkemper  |     |     |
|                  | 5  | Kelley O'Hara    | 59e |     |
|                  | 9  | Lindsey Horan    | 3e  |     |
|                  | 16 | Rose Lavelle     |     | 63e |
|                  | 3  | Sam Mewis        |     |     |
|                  | 15 | Megan Rapinoe    |     | 83e |
|                  | 13 | Alex Morgan      |     | 46e |
|                  | 17 | Tobin Heath      |     |     |
| Remplaçantes :   |    |                  |     |     |
|                  | 10 | Carli Lloyd      |     | 46e |
|                  | 23 | Christen Press   |     | 63e |
|                  | 2  | Mallory Pugh     |     | 83e |
| Sélectionneuse : |    |                  |     |     |
| Jill Ellis       |    |                  |     |     |

| Assistantes : Ekaterina Kurochkina Petruța Iugulescu Quatrième arbitre : Esther Staubli Arbitre vidéo : Danny Makkelie Assistants arbitre vidéo : Chrysoula Kourompylia Christopher Beath Femme du Match : Tobin Heath |

### Phase à élimination directe

#### Huitième de finale: Suède - Canada
| Match 42           | Suède                       | 1 - 0   | Canada       | Parc des Princes, Paris                                                           |                                                                                   |
| 24 juin 2019 21:00 | ( Asllani) Blackstenius 55e | (0 - 0) |              | Spectateurs : 38 078 Arbitrage : Kate Jacewicz Arbitre vidéo : José Maria Sanchez | Spectateurs : 38 078 Arbitrage : Kate Jacewicz Arbitre vidéo : José Maria Sanchez |
| 24 juin 2019 21:00 | Rolfö 45e · Asllani 68e     | Rapport | 85e Buchanan | Spectateurs : 38 078 Arbitrage : Kate Jacewicz Arbitre vidéo : José Maria Sanchez | Spectateurs : 38 078 Arbitrage : Kate Jacewicz Arbitre vidéo : José Maria Sanchez |

| Suède | Canada |

| Suède :           |    |                    |     |       |
|                   |    |                    |     |       |
| Gardien de but    | 1  | Hedvig Lindahl     |     |       |
|                   | 4  | Hanna Glas         |     |       |
|                   | 5  | Nilla Fischer      |     |       |
|                   | 3  | Linda Sembrant     |     |       |
|                   | 6  | Magdalena Eriksson |     |       |
|                   | 23 | Elin Rubensson     |     | 79e   |
|                   | 9  | Kosovare Asllani   | 68e |       |
|                   | 17 | Caroline Seger     |     |       |
|                   | 10 | Sofia Jakobsson    |     |       |
|                   | 11 | Stina Blackstenius |     | 90+4e |
|                   | 18 | Fridolina Rolfö    | 45e | 89e   |
| Remplaçantes :    |    |                    |     |       |
|                   | 15 | Nathalie Björn     |     | 79e   |
|                   | 8  | Lina Hurtig        |     | 89e   |
|                   | 19 | Anna Anvegård      |     | 90+4e |
| Sélectionneur :   |    |                    |     |       |
| Peter Gerhardsson |    |                    |     |       |

| Canada :              |    |                    |     |     |
|                       |    |                    |     |     |
| Gardien de but        | 1  | Stephanie Labbé    |     |     |
|                       | 10 | Ashley Lawrence    |     |     |
|                       | 3  | Kadeisha Buchanan  | 85e |     |
|                       | 4  | Shelina Zadorsky   |     |     |
|                       | 2  | Allysha Chapman    |     | 84e |
|                       | 15 | Nichelle Prince    |     | 64e |
|                       | 11 | Desiree Scott      |     |     |
|                       | 13 | Sophie Schmidt     |     |     |
|                       | 16 | Janine Beckie      |     | 84e |
|                       | 12 | Christine Sinclair |     |     |
|                       | 17 | Jessie Fleming     |     |     |
| Remplaçantes :        |    |                    |     |     |
|                       | 19 | Adriana Leon       |     | 64e |
|                       | 8  | Jayde Riviere      |     | 84e |
|                       | 5  | Rebecca Quinn      |     | 84e |
| Sélectionneur :       |    |                    |     |     |
| Kenneth Heiner-Møller |    |                    |     |     |

| Assistantes : Kathryn Nesbitt Felisha Mariscal Quatrième arbitre : Sandra Braz Arbitre vidéo : Jose Maria Sanchez Assistants arbitre vidéo : Manuela Nicolosi Paolo Valeri Femme du Match : Hedvig Lindahl |

#### Quart de finale: Allemagne - Suède
| Match 48           | Allemagne             | 1 - 2   | Suède                                        | Roazhon Park, Rennes                                |                                                     |
| 29 juin 2019 18:30 | (Däbritz ) Magull 16e | (1 - 1) | 22e Jakobsson ( Sembrant) · 48e Blackstenius | Spectateurs : 25 301 Arbitrage : Stéphanie Frappart | Spectateurs : 25 301 Arbitrage : Stéphanie Frappart |
| 29 juin 2019 18:30 |                       | Rapport | 56e Rolfö                                    | Spectateurs : 25 301 Arbitrage : Stéphanie Frappart | Spectateurs : 25 301 Arbitrage : Stéphanie Frappart |

| Allemagne | Suède |

| ALLEMAGNE :              |    |                    |     |     |
|                          |    |                    |     |     |
| Gardien de but           | 1  | Almuth Schult      |     |     |
|                          | 15 | Giulia Gwinn       |     |     |
|                          | 23 | Sara Doorsoun      |     |     |
|                          | 5  | Marina Hegering    |     |     |
|                          | 2  | Carolin Simon      |     | 43e |
|                          | 13 | Sara Däbritz       |     |     |
|                          | 16 | Linda Dallmann     |     | 46e |
|                          | 20 | Lina Magull        | 16e |     |
|                          | 9  | Svenja Huth        |     |     |
|                          | 11 | Alexandra Popp     |     |     |
|                          | 7  | Lea Schüller       |     | 69e |
| Remplaçantes :           |    |                    |     |     |
|                          | 4  | Leonie Maier       |     | 43e |
|                          | 10 | Dzsenifer Marozsán |     | 46e |
|                          | 6  | Lena Oberdorf      |     | 69e |
| Sélectionneuse :         |    |                    |     |     |
| Martina Voss-Tecklenburg |    |                    |     |     |

| SUEDE :           |    |                    |     |       |
|                   |    |                    |     |       |
| Gardien de but    | 1  | Hedvig Lindahl     |     |       |
|                   | 4  | Hanna Glas         |     |       |
|                   | 5  | Nilla Fischer      |     | 66e   |
|                   | 3  | Linda Sembrant     |     |       |
|                   | 6  | Magdalena Eriksson |     |       |
|                   | 23 | Elin Rubensson     |     | 86e   |
|                   | 9  | Kosovare Asllani   |     |       |
|                   | 17 | Caroline Seger     |     |       |
|                   | 10 | Sofia Jakobsson    | 22e |       |
|                   | 11 | Stina Blackstenius | 48e |       |
|                   | 18 | Fridolina Rolfö    | 56e | 90+5e |
| Remplaçantes :    |    |                    |     |       |
|                   | 13 | Amanda Ilestedt    |     | 66e   |
|                   | 15 | Nathalie Björn     |     | 86e   |
|                   | 8  | Lina Hurtig        |     | 90+5e |
| Sélectionneur :   |    |                    |     |       |
| Peter Gerhardsson |    |                    |     |       |

| Assistantes : Manuela Nicolosi Michelle O'Neill Quatrième arbitre : Melissa Borjas Arbitre vidéo : José María Sánchez Martínez Assistants arbitre vidéo : Chris Beath Lucie Ratajová Femme du Match : Sofia Jakobsson |

#### Demi-finale: Pays-Bas - Suède
| Match 50             | Pays-Bas                      | 1 - 0 ap              | Suède        | Stade de Lyon, Lyon                                    |                                                        |
| 3 juillet 2019 21:00 | Groenen 99e                   | (0 - 0, 0 - 0, 1 - 0) |              | Spectateurs : 48 452 Arbitrage : Marie-Soleil Beaudoin | Spectateurs : 48 452 Arbitrage : Marie-Soleil Beaudoin |
| 3 juillet 2019 21:00 | Spitse 85e · van de Donk 116e | Rapport               | Zigiotti 94e | Spectateurs : 48 452 Arbitrage : Marie-Soleil Beaudoin | Spectateurs : 48 452 Arbitrage : Marie-Soleil Beaudoin |

| Pays-Bas | Suède |

| PAYS-BAS :       |    |                        |      |     |
|                  |    |                        |      |     |
| Gardien de but   | 1  | Sari van Veenendaal    |      |     |
|                  | 2  | Desiree van Lunteren   |      |     |
|                  | 3  | Stefanie van der Gragt |      |     |
|                  | 20 | Dominique Bloodworth   |      |     |
|                  | 4  | Merel van Dongen       |      |     |
|                  | 14 | Jackie Groenen         |      |     |
|                  | 10 | Daniëlle van de Donk   | 116e |     |
|                  | 8  | Sherida Spitse         | 85e  |     |
|                  | 21 | Lineth Beerensteyn     |      | 71e |
|                  | 9  | Vivianne Miedema       |      |     |
|                  | 11 | Lieke Martens          |      | 46e |
| Remplaçantes :   |    |                        |      |     |
|                  | 19 | Jill Roord             |      | 46e |
|                  | 7  | Shanice van de Sanden  |      | 71e |
| Sélectionneuse : |    |                        |      |     |
| Sarina Wiegman   |    |                        |      |     |

| SUÈDE :           |    |                     |     |      |
|                   |    |                     |     |      |
| Gardien de but    | 1  | Hedvig Lindahl      |     |      |
|                   | 4  | Hanna Glas          |     |      |
|                   | 5  | Nilla Fischer       |     |      |
|                   | 3  | Linda Sembrant      |     |      |
|                   | 6  | Magdalena Eriksson  |     | 111e |
|                   | 23 | Elin Rubensson      |     | 79e  |
|                   | 9  | Kosovare Asllani    |     |      |
|                   | 17 | Caroline Seger      |     |      |
|                   | 10 | Sofia Jakobsson     |     |      |
|                   | 11 | Stina Blackstenius  |     | 111e |
|                   | 8  | Lina Hurtig         |     | 79e  |
| Remplaçantes :    |    |                     |     |      |
|                   | 16 | Julia Zigiotti Olme | 94e | 79e  |
|                   | 7  | Madelen Janogy      |     | 79e  |
|                   | 20 | Mimmi Larsson       |     | 111e |
|                   | 2  | Jonna Andersson     |     | 111e |
| Sélectionneur :   |    |                     |     |      |
| Peter Gerhardsson |    |                     |     |      |

| Assistantes : Princess Brown Stephanie-Dale Yee Sing Quatrième arbitre : Kateryna Monzul Arbitre vidéo : Massimiliano Irrati Assistants arbitre vidéo : Chantal Boudreau Mohammed Abdulla Mohammed Femme du Match : Jackie Groenen |

#### Troisième place: Angleterre - Suède
| Match 51             | Angleterre         | 1 - 2   | Suède                                       | Stade de Nice, Nice                                                                  |                                                                                      |
| 6 juillet 2019 17:00 | ( Scott) Kirby 31e | (1 - 2) | 11e Asllani · 22e Jakobsson ( Blackstenius) | Spectateurs : 20 316 Arbitrage : Anastasia Pustovoitova Arbitre vidéo : Felix Zwayer | Spectateurs : 20 316 Arbitrage : Anastasia Pustovoitova Arbitre vidéo : Felix Zwayer |
| 6 juillet 2019 17:00 | Moore 90+4e        | Rapport | 85e Lindahl                                 | Spectateurs : 20 316 Arbitrage : Anastasia Pustovoitova Arbitre vidéo : Felix Zwayer | Spectateurs : 20 316 Arbitrage : Anastasia Pustovoitova Arbitre vidéo : Felix Zwayer |

| Angleterre | Suède |

| ANGLETERRE :    |    |                |       |     |
|                 |    |                |       |     |
| Gardien de but  | 13 | Carly Telford  |       |     |
|                 | 2  | Lucy Bronze    |       |     |
|                 | 5  | Steph Houghton |       |     |
|                 | 15 | Abbie McManus  |       | 83e |
|                 | 3  | Alex Greenwood |       |     |
|                 | 10 | Fran Kirby     |       |     |
|                 | 8  | Jill Scott     |       |     |
|                 | 16 | Jade Moore     | 90+4e |     |
|                 | 7  | Nikita Parris  |       | 74e |
|                 | 18 | Ellen White    |       |     |
|                 | 22 | Beth Mead      |       | 50e |
| Remplaçantes :  |    |                |       |     |
|                 | 9  | Jodie Taylor   |       | 50e |
|                 | 20 | Karen Carney   |       | 74e |
|                 | 17 | Rachel Daly    |       | 83e |
| Sélectionneur : |    |                |       |     |
| Phil Neville    |    |                |       |     |

| SUÈDE :           |    |                     |     |     |
|                   |    |                     |     |     |
| Gardien de but    | 1  | Hedvig Lindahl      | 85e |     |
|                   | 4  | Hanna Glas          |     |     |
|                   | 5  | Nilla Fischer       |     |     |
|                   | 3  | Linda Sembrant      |     |     |
|                   | 6  | Magdalena Eriksson  |     |     |
|                   | 15 | Nathalie Björn      |     | 72e |
|                   | 9  | Kosovare Asllani    |     | 46e |
|                   | 17 | Caroline Seger      |     |     |
|                   | 10 | Sofia Jakobsson     |     |     |
|                   | 11 | Stina Blackstenius  |     |     |
|                   | 18 | Fridolina Rolfö     |     | 27e |
| Remplaçantes :    |    |                     |     |     |
|                   | 8  | Lina Hurtig         |     | 27e |
|                   | 16 | Julia Zigiotti Olme |     | 46e |
|                   | 13 | Amanda Ilestedt     |     | 72e |
| Sélectionneur :   |    |                     |     |     |
| Peter Gerhardsson |    |                     |     |     |

| Assistantes : Ekaterina Kurochkina Petruta Iugulescu Quatrième arbitre : Kate Jacewicz Arbitre vidéo : Felix Zwayer Assistants arbitre vidéo : Kathryn Nesbitt Bastian Dankert Femme du Match : Sofia Jakobsson |

## Temps de jeu
| Joueuses            |            |            |            |            |            |            |            | TT         | But inscrit | Passe décisive | MJ         | MT         | Légende |
| ------------------- | ---------- | ---------- | ---------- | ---------- | ---------- | ---------- | ---------- | ---------- | ----------- | -------------- | ---------- | ---------- | --- |
| Gardiennes          | Gardiennes | Gardiennes | Gardiennes | Gardiennes | Gardiennes | Gardiennes | Gardiennes | Gardiennes | Gardiennes  | Gardiennes     | Gardiennes | Gardiennes | Abréviations et symboles : TT : Total de minutes jouées MJ : Nombre de matchs joués MT : Matchs joués en tant que titulaire : but : passe décisive : joueuse entrée : joueuse remplacée : capitaine : carton jaune : carton rouge |
| Hedvig Lindahl      | 90         | 90         | 90         | 90         | 90         | 120        | 90         | 660        | -           | -              | 7          | 7          | Abréviations et symboles : TT : Total de minutes jouées MJ : Nombre de matchs joués MT : Matchs joués en tant que titulaire : but : passe décisive : joueuse entrée : joueuse remplacée : capitaine : carton jaune : carton rouge |
| Jennifer Falk       | -          | -          | -          | -          | -          | -          | -          | -          | -           | -              | -          | -          | Abréviations et symboles : TT : Total de minutes jouées MJ : Nombre de matchs joués MT : Matchs joués en tant que titulaire : but : passe décisive : joueuse entrée : joueuse remplacée : capitaine : carton jaune : carton rouge |
| Zećira Mušović      | -          | -          | -          | -          | -          | -          | -          | -          | -           | -              | -          | -          | Abréviations et symboles : TT : Total de minutes jouées MJ : Nombre de matchs joués MT : Matchs joués en tant que titulaire : but : passe décisive : joueuse entrée : joueuse remplacée : capitaine : carton jaune : carton rouge |
| Défenseures         |            |            |            |            |            |            |            |            |             |                |            |            | Abréviations et symboles : TT : Total de minutes jouées MJ : Nombre de matchs joués MT : Matchs joués en tant que titulaire : but : passe décisive : joueuse entrée : joueuse remplacée : capitaine : carton jaune : carton rouge |
| Jonna Andersson     | -          | -          | 90         | -          | -          | 9          | -          | 99         | -           | -              | 2          | 1          | Abréviations et symboles : TT : Total de minutes jouées MJ : Nombre de matchs joués MT : Matchs joués en tant que titulaire : but : passe décisive : joueuse entrée : joueuse remplacée : capitaine : carton jaune : carton rouge |
| Linda Sembrant      | 90         | 90         | 90         | 90         | 90         | 120        | 90         | 660        | 1           | 1              | 7          | 7          | Abréviations et symboles : TT : Total de minutes jouées MJ : Nombre de matchs joués MT : Matchs joués en tant que titulaire : but : passe décisive : joueuse entrée : joueuse remplacée : capitaine : carton jaune : carton rouge |
| Hanna Glas          | 90         | 90         | 26         | 90         | 90         | 120        | 90         | 596        | -           | -              | 7          | 6          | Abréviations et symboles : TT : Total de minutes jouées MJ : Nombre de matchs joués MT : Matchs joués en tant que titulaire : but : passe décisive : joueuse entrée : joueuse remplacée : capitaine : carton jaune : carton rouge |
| Nilla Fischer       | 90         | 90         | -          | 90         | 66         | 120        | 90         | 546        | -           | -              | 6          | 6          | Abréviations et symboles : TT : Total de minutes jouées MJ : Nombre de matchs joués MT : Matchs joués en tant que titulaire : but : passe décisive : joueuse entrée : joueuse remplacée : capitaine : carton jaune : carton rouge |
| Magdalena Eriksson  | 90         | 90         | -          | 90         | 90         | 111        | 90         | 561        | -           | 1              | 6          | 6          | Abréviations et symboles : TT : Total de minutes jouées MJ : Nombre de matchs joués MT : Matchs joués en tant que titulaire : but : passe décisive : joueuse entrée : joueuse remplacée : capitaine : carton jaune : carton rouge |
| Amanda Ilestedt     | -          | -          | 90         | -          | 24         | -          | 18         | 132        | -           | -              | 3          | 1          | Abréviations et symboles : TT : Total de minutes jouées MJ : Nombre de matchs joués MT : Matchs joués en tant que titulaire : but : passe décisive : joueuse entrée : joueuse remplacée : capitaine : carton jaune : carton rouge |
| Nathalie Björn      | -          | -          | 90         | 11         | 4          | -          | 72         | 177        | -           | -              | 4          | 2          | Abréviations et symboles : TT : Total de minutes jouées MJ : Nombre de matchs joués MT : Matchs joués en tant que titulaire : but : passe décisive : joueuse entrée : joueuse remplacée : capitaine : carton jaune : carton rouge |
| Milieux             |            |            |            |            |            |            |            |            |             |                |            |            | Abréviations et symboles : TT : Total de minutes jouées MJ : Nombre de matchs joués MT : Matchs joués en tant que titulaire : but : passe décisive : joueuse entrée : joueuse remplacée : capitaine : carton jaune : carton rouge |
| Lina Hurtig         | 25         | 90         | 11         | 1          | 0          | 79         | 63         | 269        | 1           | -              | 7          | 2          | Abréviations et symboles : TT : Total de minutes jouées MJ : Nombre de matchs joués MT : Matchs joués en tant que titulaire : but : passe décisive : joueuse entrée : joueuse remplacée : capitaine : carton jaune : carton rouge |
| Kosovare Asllani    | 90         | 90         | 79         | 90         | 90         | 120        | 46         | 605        | 3           | 1              | 7          | 7          | Abréviations et symboles : TT : Total de minutes jouées MJ : Nombre de matchs joués MT : Matchs joués en tant que titulaire : but : passe décisive : joueuse entrée : joueuse remplacée : capitaine : carton jaune : carton rouge |
| Julia Roddar        | -          | -          | -          | -          | -          | -          | -          | -          | -           | -              | -          | -          | Abréviations et symboles : TT : Total de minutes jouées MJ : Nombre de matchs joués MT : Matchs joués en tant que titulaire : but : passe décisive : joueuse entrée : joueuse remplacée : capitaine : carton jaune : carton rouge |
| Caroline Seger      | 90         | 69         | 64         | 90         | 90         | 120        | 90         | 613        | -           | -              | 7          | 7          | Abréviations et symboles : TT : Total de minutes jouées MJ : Nombre de matchs joués MT : Matchs joués en tant que titulaire : but : passe décisive : joueuse entrée : joueuse remplacée : capitaine : carton jaune : carton rouge |
| Anna Anvegård       | 25         | 77         | -          | 0          | -          | -          | -          | 102        | -           | 1              | 3          | 1          | Abréviations et symboles : TT : Total de minutes jouées MJ : Nombre de matchs joués MT : Matchs joués en tant que titulaire : but : passe décisive : joueuse entrée : joueuse remplacée : capitaine : carton jaune : carton rouge |
| Elin Rubensson      | 81         | 90         | -          | 79         | 86         | 79         | -          | 415        | 1           | 1              | 5          | 5          | Abréviations et symboles : TT : Total de minutes jouées MJ : Nombre de matchs joués MT : Matchs joués en tant que titulaire : but : passe décisive : joueuse entrée : joueuse remplacée : capitaine : carton jaune : carton rouge |
| Attaquantes         |            |            |            |            |            |            |            |            |             |                |            |            | Abréviations et symboles : TT : Total de minutes jouées MJ : Nombre de matchs joués MT : Matchs joués en tant que titulaire : but : passe décisive : joueuse entrée : joueuse remplacée : capitaine : carton jaune : carton rouge |
| Madelen Janogy      | 9          | 44         | -          | -          | -          | 41         | -          | 94         | 1           | -              | 3          | -          | Abréviations et symboles : TT : Total de minutes jouées MJ : Nombre de matchs joués MT : Matchs joués en tant que titulaire : but : passe décisive : joueuse entrée : joueuse remplacée : capitaine : carton jaune : carton rouge |
| Sofia Jakobsson     | 90         | -          | 90         | 90         | 90         | 120        | 90         | 570        | 2           | -              | 6          | 6          | Abréviations et symboles : TT : Total de minutes jouées MJ : Nombre de matchs joués MT : Matchs joués en tant que titulaire : but : passe décisive : joueuse entrée : joueuse remplacée : capitaine : carton jaune : carton rouge |
| Stina Blackstenius  | 65         | -          | 90         | 90         | 90         | 111        | 90         | 536        | 2           | 1              | 6          | 6          | Abréviations et symboles : TT : Total de minutes jouées MJ : Nombre de matchs joués MT : Matchs joués en tant que titulaire : but : passe décisive : joueuse entrée : joueuse remplacée : capitaine : carton jaune : carton rouge |
| Julia Zigiotti Olme | -          | -          | 90         | -          | -          | 41         | 44         | 175        | -           | -              | 3          | 1          | Abréviations et symboles : TT : Total de minutes jouées MJ : Nombre de matchs joués MT : Matchs joués en tant que titulaire : but : passe décisive : joueuse entrée : joueuse remplacée : capitaine : carton jaune : carton rouge |
| Fridolina Rolfö     | 65         | 46         | 33         | 89         | 90         | -          | 27         | 350        | 1           | -              | 6          | 5          | Abréviations et symboles : TT : Total de minutes jouées MJ : Nombre de matchs joués MT : Matchs joués en tant que titulaire : but : passe décisive : joueuse entrée : joueuse remplacée : capitaine : carton jaune : carton rouge |
| Mimmi Larsson       | -          | 13         | -          | -          | -          | 9          | -          | 22         | -           | -              | 2          | -          | Abréviations et symboles : TT : Total de minutes jouées MJ : Nombre de matchs joués MT : Matchs joués en tant que titulaire : but : passe décisive : joueuse entrée : joueuse remplacée : capitaine : carton jaune : carton rouge |
| Olivia Schough      | -          | 21         | 57         | -          | -          | -          | -          | 78         | -           | -              | 2          | 1          | Abréviations et symboles : TT : Total de minutes jouées MJ : Nombre de matchs joués MT : Matchs joués en tant que titulaire : but : passe décisive : joueuse entrée : joueuse remplacée : capitaine : carton jaune : carton rouge |
| Total               |            |            |            |            |            |            |            |            |             |                |            |            | Abréviations et symboles : TT : Total de minutes jouées MJ : Nombre de matchs joués MT : Matchs joués en tant que titulaire : but : passe décisive : joueuse entrée : joueuse remplacée : capitaine : carton jaune : carton rouge |
| Équipe de Suède     | 90         | 90         | 90         | 90         | 90         | 120        | 90         | 660        | 12          | 6              | 7          | -          | Abréviations et symboles : TT : Total de minutes jouées MJ : Nombre de matchs joués MT : Matchs joués en tant que titulaire : but : passe décisive : joueuse entrée : joueuse remplacée : capitaine : carton jaune : carton rouge |

### Autres références
1. ↑  « Coupe du monde féminine. Découvrez tous les maillots des équipes en lice », sur ouest-france.fr, 3 juin 2019 (consulté le 14 décembre 2019)
2. ↑  (sv) « Gerhardssons VM-trupp presenterad », 16 mai 2019 (consulté le 17 mai 2019)